# Список керівників держав 1862 року
Список керівників держав 1862 року — це перелік правителів країн світу 1862 року.
Список керівників держав 1861 року — 1862 рік — Список керівників держав 1863 року — Список керівників держав за роками

## Європа
- Королева Великої Британії Вікторія I (1837—1901)
  - прем'єр-міністр — Генрі Джон Темпл Пальмерстон (1859—1865)
- Балканський півострів
  - Грецьке королівство — Оттон I (1833—1862); прем'єр-міністр Атанасіос Міауліс (1857—1862); Іоанніс Колокотроніс (1862); Дімітріос Вулгаріс (1862—1863)
  - Самоське князівство — Мільтіадіс Арістархіс (1859—1866)
  - Сербське князівство — Михайло Обренович (1860—1868)
  - Князівство Чорногорія — Нікола I Петрович (1860—1910)
- Балтія
  - Литовське генерал-губернаторство — Назімов Володимир Іванович (1855—1863)
- Італія
  - Королівство Італія — Віктор Емануїл II (1861—1878); прем'єр-міністр Беттіно Рікасолі (1861—1862); Урбано Раттацці (1862); Луїджі Карло Фаріні (1862—1863)
- Сан-Марино — капітани-регенти Іноченцо Бонеллі та Гаетано Сімончіні; Франческо Гвіді Джанджі і П'єтро Тонніні
- Кавказ
  - Абхазьке князівство — Михайло Шервашидзе (1822—1864)
  - Мегрельське князівство — Ніко I Дадіані (1853—1866)
- Німеччина; Австрія
  - Імператор Австрії Франц Йосиф I (1848—1916)
  - Ангальтське князівство: Ангальт-Дессау — герцог Леопольд IV Фрідріх Ангальтський (1817—1863); Ангальт-Бернбург — Александр Карл Ангальт-Бернбурзький (1834—1863)
  - Баварське королівство — Максиміліан II (1848—1864)
  - Велике герцогство Баденське — Фрідріх I (1856—1907)
  - Брауншвейзьке герцогство — Вільгельм Брауншвейзький (1830—1884)
  - Вюртемберзьке королівство — Вільгельм I (1816—1864)
  - Ганноверське королівство — Георг V (1851—1866)
  - Гессен-Гомбурзьке ландграфство — Фердинанд (1848—1866)
  - Велике герцогство Гессенське — Людвіг III (1848—1877)
  - Гессенське курфюрство — Фрідріх Вільгельм (1847—1866)
  - Ліппе-Детмольд — Леопольд III (1851—1875)
  - Ліхтенштейн — Йоганн II (1858—1929)
  - Мекленбург-Шверінське герцогство — великий герцог Фрідріх Франц II (1842—1883)
  - Велике герцогство Мекленбург-Штреліцьке — Фрідріх Вільгельм II Мекленбурзький (1860—1904)
  - Нассауське герцогство — Адольф I (1839—1866)
  - Ольденбурзьке герцогство — Август I (1829—1863)
  - Королівство Пруссія — Вільгельм I (1861—1888). Прем'єр-міністр — Отто фон Бісмарк (1862—1872)
  - Ройсс-Грайцьке князівство — Кароліна Гессен-Гомбурзька (1859—1867)
  - Велике герцогство Саксен-Веймар-Айзенаське — Карл Олександр Саксен-Веймар-Айзенаський (1853—1901)
  - Саксен-Гота-Альтенбурзьке герцогство — Ернст I (1853—1908)
  - Саксен-Майнінгенське герцогство — Бернхард II (1803—1866)
  - Саксонське королівство — Йоганн (1854—1873)
  - Шаумбург-Ліппське князівство — Адольф I Георг (1860—1893)
  - Шварцбург-Рудольштадтське князівство — Фрідріх Гюнтер I (1807—1867)
- Піренейський півострів
  - Іспанське королівство — Ізабела II (1833—1868); голова Ради міністрів Леопольдо О'Доннелл (1858—1863)
  - Португальське королівство — король Педру V (1853—1861); прем'єр-міністр Нуно Хосе Северо де Мендоса Ролім де Моура Баррето (1860—1865)
- Польща
  - Олесницьке князівство — Вільгельм Брауншвейзький (1830—1884)
  - Тешинське герцогство — Альбрехт Австрійський, герцог Тешенський (1847—1895)
- Російська імперія — Олександр II (1855—1881)
- Румунія; Молдова
  - Об'єднане князівство Волощини та Молдови — домінтор Александру Йоан Куза (1859—1862); монарх (1862—1866)
  - Молдавське князівство — Александру Йоан Куза (1859—1862).
- Скандинавія
  - король Данії — Фредерік VII (1848—1863); голова Ради Данії Карл Кристіан Галл (1860—1863)
  - Король Норвегії — Карл XV (1859—1872)
  - Швеція — Карл XV (1859—1872)
- Угорське князівство — Франц Йосиф I (1848—1916)
- Україна —
  - Київська губернія — Гессе Павло Іванович (1855—1864)
  - Харківська губернія — Ахматов Олексій Петрович (1860—1862); Сіверс Олександр Карлович (1862—1866)
- Друга французька імперія — Наполеон III Бонапарт (1852—1870). Прем'єр-міністр Жан Батіст Філібер Вальян (1860—1870)
  - Нідерланди — Віллем III (1849—1890). Прем'єр-міністр — Шелто ван Хемстра (1861—1862); Йоган Торбеке (1862—1866)
  - Люксембурзьке герцогство — Віллем III (1849—1890). Прем'єр-міністр — Віктор де Торнако (1860—1867)
  - Монако — Карл III (1856—1889)
- Богемське королівство (Чехія) — Франц Йосиф I (1848—1916)
- Швейцарія — президент Якоб Штемпфлі; віцепрезилент Констан Форнеро
- Святий Престол; Папська держава — Папа Римський — Пій IX (1846—1878)
- Вселенський патріарх — Кирило II Єрусалимський (1845—1872)

## Азія
- Близький Схід
  - Акрабі — Абдалла ібн Хайдара аль-Акрабі (1858—1905)
  - Бейхан (емірат) — Мубарак (? — ?)
  - Дубай (емірат) — Хашер ібн Мактум (1859—1886)
  - Заїдська держава Ємену — Мухаммед аль-Мансур бін Абдалла (1853—1890)
  - Емірат Кувейт — Сабах II ас-Сабах (1859—1866)
  - Османська імперія — Абдул-Азіз (1861—1876)
    - Сідон (еялет) — Кайсерілі Ахмед Паша (1861—1863)

  - Джебель-Шаммар — Таляль ібн Абдаллах (1847—1868)
  - Шаріфат Мекки — Абдулла Каміл Паша ібн Мухаммед (1858—1877)
  - Лахедзький султанат — Алі I аль-Абдалі (1849—1863)
  - Шейхство Алаві — Шаїф II ібн Шаїф аль-Алаві (? — 1875)
  - Неджд (емірат) — Фейсал ібн Туркі (1843—1865)
  - Верхня Яфа — Абдаллахбін Насир бін Саліх (1840—1866)
  - Нижня Яфа — Ахмад I ібн Алі (1841—1873)
- Персія; Середня Азія
  - Іран — Насер ед-Дін Шах (1848—1896)
    - Марагінське ханство — Ескандар-хан (1848 — 1890-ті)
- Індія; Непал; Пакистан і Шрі-Ланка
  - Британська Індія — генерал-губернатор Чарльз Джон Каннінг (1858—1862); Джеймс Брюс, 8-й граф Елґін (1862—1863)
  - Барода (князівство) — Кханде Рао Гайквад (1856—1870)
  - Бгаратпур (держава) — Ясвант Сінгх (1853—1893)
  - Наваб Бенгалії — Мансур Алі-хан (1838—1880)
  - Бхопал (князівство) — Сікандер Джахан-бегум (1860—1868)
  - Гайдарабад (держава) — Асаф Джах V (1857—1869)
  - Гархвал (держава) — Бхавані Шах (1859—1871)
  - Гваліор (князівство) — Джаяджі Рао Скіндія (1843—1886)
  - Гератське ханство — Султан Ахмад-хан Баракзай (1856—1863)
  - Джайпур (князівство) — Рам Сінґх II (1835—1880)
  - Джайсалмер (князівство) — Раджит Сінгх (1846—1864)
  - Джамму та Кашмір (князівство) — Ранбір Сінґх (1857—1885)
  - Джодхпур (князівство) — Тахт Сінґх (1843—1873)
  - Джунагадх (князівство) — Мохаммад Махабат Кханджі II (1851—1882)
  - Дрангадхра (князівство) — Ранмалсінхджі Амарсінхджі (1843—1869)
  - Індор (князівство) — Тукоджі Рао II (1844—1886)
  - Емір Афганістану Дост Мухаммед хан Баракзай (1843—1863)
  - Калат (ханство) — Мір Мухаммад Худабад (1857—1863)
  - Камбей (князівство) — Хусейн Явар Хан (1841—1880)
  - раджа Капуртали — Рандхір Сінгх (1852—1870)
  - Колхапур (князівство) — Шиваджі IV (1838—1866)
  - Лас Бела (ханство) — Мір-хан II (1830—1869)
  - Майсур (князівство) — Крішнараджа Вадіяр III (1799—1868)
  - Магараджа Удайпуру — Шамбху Сінгх (1861—1874)
  - Мустанг (королівство) — Джам'ян Тенцінг Трандул (1860—1905)
  - Королівство Непал — Сурендра (1847—1881)
  - Панна (князівство) — Нірпат Сінгх (1849—1869)
  - Сіккім (князівство) — Цудпхуд Намґ'ял (1793—1863)
  - Траванкор — Аїлам Тірунал (1860—1880)
  - Харан (ханство) — Азад (1833—1885)
  - Губернатор Португальської Індії — Антоніо Сесар де Васконселос Коррейя (1855—1864)
- Індонезія; Південно-Східна Азія
  - Ачеський султанат — Алауддін Ібрагім Мансур Сіах (1857—1870)
  - Королівство Раттанакосін — Монгкут (1851—1868)
  - Булунганський султанат — Мухаммад Джалалуддін ібн Мухаммад Алімуддін (1861—1866)
  - Брунейська імперія — Абдул Момін (1852—1885)
  - Султанат Гова — Абдул-Кадір Мох-Айдід (1826—1893)
  - Династія Нгуєн — Ти Дик (1847—1883)
  - Джамбійський султанат — Ахмад Назаруддін (1858—1881)
  - Джок'якартський султанат — Хаменгкубувоно VI (1855—1877)
  - Пакуаламан — Паку Алам III (1858—1864)
  - Понтіанакський султанат — Сіаріф Хамід I Алькадрі (1855—1872)
  - Король Чіангмаю Кавілорот Суріявонг (1856—1870)
  - Мангкунегаран — Мангкунегара IV (1853—1881)
  - Луанґпхабанґ (королівство) — Чантарат (1850—1868)
  - Тямпасак (королівство) — міжцарство до 1863
  - Перак (султанат) — Джафар Муаззам-шах (1850—1865)
  - Магінданао (султанат) — Мухаммад Макаква (1854—1884)
  - Кедах (султанат) — Ахмад Тадж II ад-дін Мукаррат-шах (1854—1879)
  - Самбаський султанат — Умар Камаль уд-дін (1854—1866)
  - Королівство Саравак — Джеймс Брук (1841—1868)
  - Сіак (султанат) — Ассаїдіс Шаріф Касім Абдул Джаліл Шахфуддін (1854—1889)
  - Султанат Сулу — Мохаммед Пулалун (1844—1862)
  - Конбаун — Міндон (1853—1878)
  - Тернатський султанат — Мухаммед Арсіад (1859—1876)
  - Тідорський султанат — Ахмад Сайфуддін Альтінг (1856—1867)
- Накхонситхаммарат (держава) — Пхра Санехамонтрі (1838—1867)
- Китай; Монголія
  - Тибет — Далай-лама XII (1860—1875)
  - Династія Цін — Цзайчунь (1861—1875)
    - Кумульське ханство — Башир (1813—1867)
    - Тайпінське Небесне Царство — Хун Сюцюань (1851—1864)
- Окінава; Королівство Рюкю — Сьо Тай (1847—1872)
- Корея
  - Чосон — Чхольджон (1849—1864)
- Середня Азія і Сибір
  - Бухарський емірат — Музаффар (1860—1885)
  - Дарвазьке шахство — Ісмаїл-шах (1845—1863)
  - Кокандське ханство — Малла-хан (1858—1862); Шахмурад-хан (1862); Худояр-хан (1862—1863)
  - Хівинське ханство — Саїд-Мухаммад-хан (1855—1864)
- Японія — Імператор Комей (1846—1867)

## Африка
- Агадес (султанат) — Мухаммад аль-Бакірі (? — ?)
- Аджаче — Соджі (1848—1864)
- Французький Алжир — Жан-Жак Пелісьє (1860—1864)
- Ауса (султанат) — Ханфаде ібн Айдахіс (1832—1862); Махаммад ібн Ханфадхе (1862—1902)
- Імперія Ашанті — Кваку Дуа I (1834—1867)
- Багірмі (королівство) — Абу-Секін Мухаммед IV (1858—1870)
- Біда (емірат) — Масаба дан Малам Дендо (1859—1873)
- Бамум (держава) — мфон Нгоугоуо (1818—1865)
- Баол (держава) — Малі Кумба Н'Гоун (1859—1862); Тіє-Яасін Галло (1862—1890)
- Борну — шеху Умар I (1854—1881)
- Буганда — Мутеса I (1856—1884)
- Королівство Бурунді — Мвезі IV (1850—1908)
- Варсангалійський султанат — гараад Аул (1830—1870)
- Марокканський султанат — Мухаммед IV (1859—1873)
- Вадайський султанат — Алі (1858—1874)
- Віту — Ахмад ібн Фумо Бакарі (1858—1888)
- Волоф (держава) — Таанор (1858—1863)
- Газа (держава) — Мавеве (1858—1864)
- Дагомея — Ґлеле (1858—1889)
- Дамагарам (султанат) — Танімун дан Сулейман (1851—1884)
- Дарфурський султанат — Мухаммад аль-Хусейн (1838—1873)
- Досо (держава) — Коссом (1856—1865)
- Імператор Ефіопії — Теводрос II (1855—1868)
- Єгипетський еялет — Мухаммад Саїд-паша (1854—1863)
- Королівство Єке — Мсірі (1856—1891)
- Занзібарський султанат — Маджид ібн Саїд (1856—1870)
- Зулуське королівство — Мпанде (1840—1872)
- Королівство Імерина — Радама II (1861—1863)
- Кабадугу (держава) — Вамукутар Туре (1859—1875)
- Казембе — Чин'янта Мунона (1854—1862); Мвонга Нсемба (1862—1870)
- Кайор — Лат Діор (1861—1863)
- Калабарі (держава) — Карібе (1835—1863)
- Касандже — Мбумба а Кінгурі (1857—1873)
- Конг (держава) — Дабіла Уатара (1860—1887)
- Койя (королівство) — Койя (1859—1872)
- Королівство Конго — Педру VI (1859—1891)
- Ліберія — президент Стівен Аллен Бенсон (1856—1864)
- Луба (імперія) — Ндаї Манді (1860—1865)
- Імперія Масина — Амаду III (1853—1862). Зникнення.
- Мономотапа — мвене-мутапа Катаруза (1843—1867)
- Натальська колонія — Джон Скотт (1856—1864)
- Нрі — Езе Нрі Енвелеана I (1794—1886)
- Оранжева Республіка — Стефанус Схуман (1860—1862); Віллем ван Ренсбург (1862—1864)
- Королівство Орунгу — Омбанго Рогомбе Окінда (1840—1862); ? до 1882
- Салум — Самба Лаобе Лацука Фалл (1859—1864)
- Сокото (держава) — Ахмаду Атіку (1859—1866)
- Тооро (держава) — Олімі (1822—1865)
- Республіка Трансвааль — Преторіус Мартинус Вессель (1857—1863)
- Трарза (емірат) — Сіді-Мбаїріка (1860—1871)
- Імперія тукулерів — Омар Саїду Талл (1848—1864)
- Туніс (бейлік) — Мухаммад III ас-Садик (1859—1882)
- Імамат Фута-Джаллон — Умару Сорі (1847—1868)
- Капська колонія — Роберт Віньярд (1861—1862); Філіп Вудхаус (1862—1870)
- Португальська Західна Африка — Себастьян Лопеш де Кальєйруш-і-Менесес (1861—1862); Хосе Баптіста де Андраде (1862—1865)

## Південна Америка
- Королівство Арауканія та Патагонія — Орелі-Антуан де Туна (1860—1862). Зникнення.
- Болівія — Хосе Марія Ача (1861—1864)
- Бразильська імперія — Педру II (1831—1889)
- Гранадська Конфедерація — Томас Сіпріано де Москера (1861—1863)
- Венесуела — Хосе Антоніо Паес (1861—1863)
- Еквадор — Габріель Гарсія Морено (1861—1865)
- Парагвай — президент Карлос Антоніо Лопес (1844—1862); Франсіско Солано Лопес (1862—1870)
- Перу — Рамон Кастілья (1855—1862); Мігель де Сан-Роман (1862—1863)
- Чилі — президент Хосе Хоакін Перес Маскаяно (1861—1871)
- Аргентинська конфедерація — президент Бартоломе Мітре (1862—1868)
- Держава Буенос-Айрес — Бартоломе Мітре (1860—1862).
- Президент республіки Уругвай — Бернардо Пруденсіо Берро (1860—1864)

## Північна Америка
- Гаїті — президент Фабр Жефрар (1859—1867)
- Домініканська Республіка — Педро Сантана (1858—1861). Генерал-губернатор Санто-Домінго (1861—1862). Генерал-губернатор Феліпе Ріберо (1862—1863)
- Президент Коста-Рики — Хосе Марія Монтеалегре (1859—1863)
- Друга Федералістична республіка (Мексика) — Беніто Хуарес (1858—1867). Президенти Мексики від Консервативної партії під час Громадянської війни — Фелікс Марія Сулоага (1860—1862).
- Нікарагуа — президент — Томас Мартінес Герреро (1857—1867)
- Сполучені Штати Америки — Авраам Лінкольн (1861—1865)
  - віце-президент США — Ганнібал Гемлін (1861—1865)
  - Конфедеративні Штати Америки — Джефферсон Девіс (1861—1865); віцепрезидент Александер Стівенс (1861—1865)

## Океанія
- Гавайське королівство — Камеамеа IV (1854—1863)
- Нова Зеландія — колоніальний секретар — Вільям Фокс (1861—1862); Альфред Дометт (1862—1863)
- Королівство Таїті — Помаре IV (1827—1877)
- Тонга — Джордж Тупоу I (1845—1893)